# Gurten Bier
Gurten Bier est une brasserie et une marque de bière bernoise.

## Historique
Le nom fait référence à la montagne du Gurten, sur la commune de Köniz à Wabern bei Bern.
La brasserie a été fondée en 1864 par Johann Juker de Bolligen. Elle est devenue société anonyme en 1903. En 1970 elle est rachetée par Feldschlösschen. En 1997, la production est déplacée à Rheinfelden en Argovie. La société Gurten Bier AG disparaît à la suite de la fusion avec Feldschlösschen Getränke Holding AG en 2001. Elle est ensuite brassée par Cardinal à Fribourg et après sa fermeture par Feldschlösschen à Rheinfelden. Elle fait donc désormais partie du Groupe Carlsberg.